# Jiří Mihule
Jiří Mihule (* 4. června 1937, Praha) je český hobojista a hudební pedagog.

## Hudební kariéra
Studoval hru na hoboj na Pražské konzervatoři u dr. Václava Smetáčka a současně soukromě u prof. Ladislava Skuhrovského, poté na AMU, kde absolvoval v roce 1958. Ještě v době studií byl prvním hobojistou Symfonického orchestru hl. města Prahy FOK. V roce 1959 se stal laureátem hobojové soutěže Pražského jara. V roce 1961 byl pozván dirigentem Karlem Ančerlem ke konkurzu do České filharmonie, v jejímž orchestru pak působil 43 let (do roku 1993 jako sólohobojista a vedoucí hobojové skupiny).
Od počátku se také věnoval sólové a komorní hře. Spolupracoval zejména s Pražským komorním orchestrem, Harmonií českých filharmoniků a od šedesátých let se souborem Ars rediviva. S těmito hudebními tělesy realizoval řadu významných nahrávek.
Jiří Mihule je porotcem prestižních mezinárodních soutěží a docentem interpretačních kurzů. Od roku 1981 vyučuje na Akademii múzických umění (v roce 1991 se stal docentem a v roce 1998 profesorem její Hudební fakulty). K jeho žákům patří například Jana Brožková, Liběna Séquardtová, Z. Müller, A. Červenková, D. Wichterlová a mnozí další.
Milan Munclinger mu připsal svou rekonstrukci Bachova Koncertu d-moll.